# Kyra Dupont Troubetzkoy
Kyra Dupont Troubetzkoy née le 10 septembre 1971 à Genève est une journaliste et écrivaine franco-suisse.

## Biographie
Kyra Dupont Troubetzkoy obtient une maîtrise en relations internationales à Genève et un master en journalisme à la City University de Londres,. En 2007, elle reprend des études pour passer un master en Lettres générales et comparées à la Sorbonne, en enseignement à distance. Elle fait ses stages d'études pour le Haut Commissariat des Nations unies pour les réfugiés dans le nord du Kenya en 1995, puis pour l’Organisation pour la sécurité et la coopération en Europe OSCE à l’organisation des premières élections en Bosnie-Herzégovine en 1996, et brièvement pour Handicap International au Cambodge en 1997.
En 1997, elle est engagée comme productrice par le correspondant de CNBC Asie à Phnom Penh où elle passe deux ans couvrant  les évènements liés à l’actualité locale et réalisant un long métrage documentaire, Tant qu’il y aura du papier, l’histoire d’une famille cambodgienne touchée par le génocide. Le documentaire est diffusé en France en 2000, sur une chaîne du câble. Elle fait des collaborations pour divers médias, et collabore à l’écriture d’un ouvrage collectif, Logomania ainsi qu’à d’autres guides. De 2003 à 2005, elle dirige  la rubrique internationale du quotidien 24 heures à Lausanne. Elle y publie notamment des entretiens avec des personnalités du monde politique, scientifique ou littéraire, telles que Carla del Ponte ou le professeur René Frydman, ainsi que des reportages en Israël, en Libye ou au Liban.
En 2007, elle quitte le journalisme pour l’écriture. Elle publie Petit essai assassin sur la vie conjugale en 2011, et Le hasard a tout prévu en 2013,. Elle enquête sur les femmes émiriennes et publie Perles des Émirats, Qui sont ces femmes derrière le voile ? en 2014,. Elle publie un guide humoristique sur la vie d’expatriée, My Fantastic Life in Dubai et un roman, À l’Hermine blanche.
Elle pratique également la photographie. Une exposition, Invisibles, à Dubaï présente son travail en 2019
Kyra Troubetzkoy est mariée et a deux enfants. Elle a vécu à Londres, Paris, Los Angeles, Phnom Penh, Dubaï et Genève.

## Livres
- Journal intime de 20 Parisiennes, éditions de Paris, 2002, 137 p.  (ISBN 9784573011922)
- Logomania, ouvrage collectif, éditions de Paris et CCIF du Japon, 2002,  (ISBN 9782913529304)
- Petit essai assassin sur la vie conjugale, éditions Luce Wilquin, 2011, 224 p.,  (ISBN 9782882534200)
- Le hasard a tout prévu, éditions Luce Wilquin, 2013, 272 p.,  (ISBN 978-2-88253-463-7)
- Perles des Emirats, Qui sont ces femmes derrière le voile ?, éditions du Moment, 2014, 255 p.,  (ISBN 978-2-35417-330-2)
- My Fantastic Life in Dubai, Morethanbooks, 2016,  (ISBN 9782839916400)
- À l’Hermine blanche, éditions Luce Wilquin, octobre 2017
- A la frontière de notre amour, Favre, 2020  (ISBN 9782828918569)
- L’envol des milans, 5 Sens éditions, 2021  (ISBN 9782889493098)
- Ejvisa, recueil de poèmes, 2022, les Editions de la Maison Rose  (ISBN 9782940410583)
- Le piège de papier, Favre, 2023  (ISBN 9782828920586)